# 阿贡日
阿贡日（法語：Agonges，法語發音：[aɡɔ̃ʒ]）是法国阿列省的一个市镇，位于该省北部，属于穆兰区。

## 地理
阿贡日（46°36'22"N, 3°9'31"E）面积24.1 平方千米，位于法国奥弗涅-罗讷-阿尔卑斯大区阿列省，该省份为法国中部省份，北起涅夫勒省、西北接谢尔省，西南至克勒兹省，南至多姆山省，东南临卢瓦尔省，东临索恩-卢瓦尔省。
与阿贡日接壤的市镇（或旧市镇、城区）包括：欧比尼、巴涅、波旁拉尔尚博、库宗、弗朗谢斯、马里尼、蒙蒂伊、圣默努。

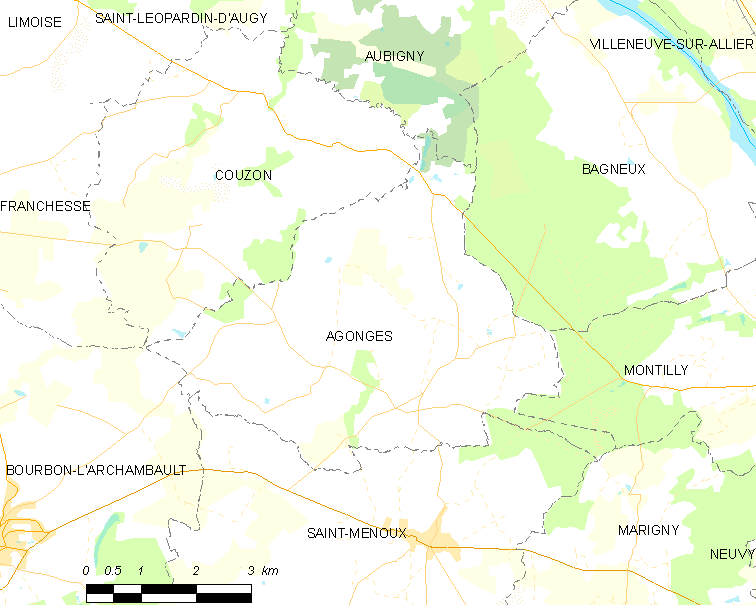
阿贡日的OSM定位图

阿贡日的时区为UTC+01:00、UTC+02:00（夏令时）。

## 行政
阿贡日的邮政编码为03210，INSEE市镇编码为03002。

## 政治
阿贡日所属的省级选区为苏维尼县。

## 人口

1962-2008年间阿贡日人口变化图示

阿贡日于2022年1月1日时的人口数量为304人。